# Claire Olivier
Pour les articles homonymes, voir Olivier (homonymie).
Claire Olivier, de son nom complet Claire Louise Georgette Olivier, est une comédienne française née le 13 mars 1892 à Vallon-sur-Gée (Sarthe) et morte le 28 mars 1974 à Limeil-Brévannes (Val-de-Marne).

## Filmographie
- 1918 : La Trouvaille de Monsieur Sansonnet de Félix Léonnec
- 1937 : Un déjeuner de soleil de Marcel Cravenne
- 1938 : Le Train pour Venise de André Berthomieu
- 1938 : Thérèse Martin de Maurice de Canonge
- 1942 : Les Inconnus dans la maison de Henri Decoin
- 1943 : Les Anges du péché de Robert Bresson
- 1946 : Le Père tranquille de René Clément
- 1947 : Pour une nuit d'amour de Edmond T. Gréville
- 1947 : Bichon de René Jayet
- 1947 : Quai des Orfèvres de Henri-Georges Clouzot
- 1948 : La Vie en rose, de Jean Faurez - (Madame Palisse)
- 1948 : Les Casse-pieds ou Parade du temps perdu de Jean Dréville
- 1948 : La Passagère de Jacques Daroy
- 1949 : Lady Paname de Henri Jeanson
- 1950 : Le Clochard milliardaire de Léopold Gomez  - (Madame Laplanche)
- 1950 : Juliette ou la Clé des songes de Marcel Carné
- 1950 : Passion de Georges Lampin
- 1950 : Sans laisser d'adresse de Jean-Paul Le Chanois
- 1951 : Caroline Chérie de Richard Pottier
- 1951 : Knock de Guy Lefranc
- 1951 : Éternel espoir de Max Joly
- 1951 : Drôle de noce de Léo Joannon
- 1951 : Le Plaisir de Max Ophüls, dans le sketch : La Maison Tellier
- 1951 : Les Sept Péchés capitaux de Jean Dréville, dans le sketch : La Paresse
- 1951 : Seul dans Paris de Hervé Bromberger
- 1951 : Jep, le traboucaire de Jean Faurez - Film resté inachevé -
- 1952 : Piédalu fait des miracles de Jean Loubignac
- 1952 : Brelan d'as de Henri Verneuil - dans le sketch: Les confessions d'un enfant de chœur
- 1952 : Monsieur Taxi de André Hunebelle
- 1954 : La Fille de Mata-Hari (La figlia di Mata Hari) de Carmine Gallone
- 1955 : Chiens perdus sans collier de Jean Delannoy
- 1955 : Papa, maman, ma femme et moi de Jean-Paul Le Chanois
- 1955 : Les Hommes en blanc de Ralph Habib
- 1955 : Soupçons de Pierre Billon
- 1957 : Donnez-moi ma chance de Léonide Moguy
- 1958 : Les Tricheurs de Marcel Carné
- 1958 : Tant d'amour perdu de Léo Joannon
- 1959 : Le Dialogue des Carmélites de Philippe Agostini et le père Bruckberger
- 1959 : En votre âme et conscience, épisode : L'Affaire Steinheil de Jean Prat
- 1961 : En votre âme et conscience, épisode : La Mystérieuse Affaire de l'horloger Pel de  Pierre Nivollet
- 1961 : L'assassin est dans l'annuaire de Léo Joannon
- 1963 : Les Vierges de Jean-Pierre Mocky
- 1966 : En votre âme et conscience, épisode : L'Affaire Bouquet de  Pierre Nivollet
- 1969 : La Fiancée du pirate de Nelly Kaplan

## Théâtre
- 1957 : Scabreuse Aventure de Dostoïevski, mise en scène Georges Annenkov, Théâtre du Vieux Colombier
- 1964 : Oncle Vania d'Anton Tchekhov, mise en scène Sacha Pitoëff,  Théâtre Moderne